# خوان دياز رودريغيز
خوان دياز رودريغيز (بالإسبانية: Juan Díaz Rodríguez)‏ (8 نوفمبر 1985 في السلفادور - ) هو لاعب كرة قدم سلفادوري في مركز الهجوم. شارك مع منتخب السلفادور لكرة القدم. أما مع النوادي، فقد لعب مع نادي سانتانيكوس أسوشيتد وسان سلفادور ‏ وAlacranes Del Norte ‏ وAtlético Balboa ‏ وC.D. Vendaval Apopa ‏ وC.D. Marte Soyapango ‏.

## وصلات خارجية
- خوان دياز رودريغيز على موقع قاعدة بيانات كرة القدم.إي يو (الإنجليزية)
- خوان دياز رودريغيز على موقع ناشيونال فوتبول تيمز (الإنجليزية)